# Fujio Masuoka
Fujio Masuoka (舛岡 富士雄, Masuoka Fujio, nascido em 8 de maio de 1943) é um engenheiro japonês que trabalhou para a Toshiba e a Tohoku University, e atualmente é diretor técnico (CTO) da Unisantis Electronics. 

## Carreira
Ele é mais conhecido como o inventor da memória flash, incluindo o desenvolvimento dos tipos de flash NOR e NAND na década de 1980.  Ele também inventou o primeiro transistor gate-all-around (GAA) MOSFET (GAAFET), um transistor 3D, em 1988.
Ele tem um total de 270 patentes registradas e 71 patentes pendentes adicionais. Ele foi sugerido como um potencial candidato ao Prêmio Nobel de Física, juntamente com Robert H. Dennard, que inventou a DRAM de transistor único.